# Feud
Ein Feud (englisch feud [fju:d] „Fehde“) ist in verschiedenen speziellen Kontexten ein Ausdruck für eine länger andauernde private Streitigkeit. Die Wortbedeutung nimmt Bezug auf Fehden (engl. feuds), mittelalterliche Kämpfe zwischen Freien oder Adelsfamilien zur direkten, ggf. gewalttätigen Regulierung von Rechtsbrüchen ohne Einschaltung einer übergeordneten Instanz.

## Kontexte
Der Ausdruck Feud wird im deutschen Sprachraum als aus dem Englischen übernommenes Wort nur in bestimmten Kontexten gebraucht:
- Im Wrestling ist ein Feud eine in einer Storyline vorgegebene, künstliche Auseinandersetzung zwischen einzelnen Wrestlern oder Tag Teams. Sie wird in Interviews und Showkämpfen über eine längere Zeit inszeniert.
- In Internetforen wird eine über mehrere Forenbeiträge oder Threads hinweg ausgetragene verbale Auseinandersetzung einzelner Forenmitglieder Feud genannt.
- Hip Hop: alternative Bezeichnung für Beef.